# ミルトン・ヘイト
ミルトン・ヘイト（Milton Haight、1855年4月8日 - 1896年8月4日）は、明治時代にお雇い外国人として来日したカナダの教育者である。

## 経歴・人物
オンタリオ州出身。トロント大学卒業後渡米しジョンズ・ホプキンス大学の大学院に入学した。当時同大学を留学していた佐藤昌介と親交を持ったきっかけで、1888年（明治21年）日本政府の招聘で来日した。札幌農学校に勤務し、物理学や数学、英語等の教鞭を執った。
1893年（明治25年）に任期満了し帰国。帰国後はバンクーバーで数学の教鞭を執った。なお、滞日中のヘイトが執筆したとされている文書が北海道大学の資料室に残されている。